# Mont Cliche
Mont Cliche är ett berg i Kanada.   Det ligger i provinsen Québec, i den sydöstra delen av landet, 400 km öster om huvudstaden Ottawa. Toppen på Mont Cliche är 694 meter över havet, eller 266 meter över den omgivande terrängen. Bredden vid basen är 13,8 km.
Terrängen runt Mont Cliche är platt åt nordväst, men åt sydost är den kuperad.Runt Mont Cliche är det mycket glesbefolkat, med 3 invånare per kvadratkilometer.. Närmaste större samhälle är Lac-Mégantic, 9,2 km nordväst om Mont Cliche. 
I omgivningarna runt Mont Cliche växer i huvudsak blandskog.